# Al Stewart (Trompeter)
Alvin „Al“ Stewart (* 1927 in New York City; † 17. Oktober 2016 in Sarasota, Florida) war ein US-amerikanischer Jazztrompeter, der in den späten 1940er- und 1950er-Jahren in bekannten Bigbands spielte.

## Leben und Wirken
Stewart wuchs in Brooklyn auf; 1945 wurde er zum Militärdienst bei der US-Marine einberufen. Er hatte Unterricht bei Benny Baker, der Musiker in Arturo Toscaninis NBC Symphony Orchestra war. 1947 erhielt er Gelegenheit, bei Louis Prima zu spielen, als Solist zu hören in Chinatown, My Chinatown. Anschließend wechselte er zu Ray McKinley, bevor er Mitglied in Benny Goodmans Bebop-Band wurde (Aufnahmen für Capitol 1949). In den 1950er-Jahren arbeitete er in den Orchestern von Machito (Afro-Cuban Jazz Suite 1950), Chico O’Farrill (1951), Billy May (1952), Jerry Wald, Charlie Barnet (1955), Maynard Ferguson (1956), Nat Pierce (1957), Johnny Richards (1958), Chubby Jackson (1958), Gene Krupa (1958) und Tony Pastor (1959). Im Bereich des Jazz war er zwischen 1948 und 1963 an 64 Aufnahmesessions beteiligt, außer den Genannten auch mit Louis Armstrong, Dizzy Gillespie, Charlie Parker, Bobby Hackett, Lee Morgan, Charlie Shavers, Buck Clayton, Conrad Gozzo, Phil Sunkel, Woody Herman, Bernie Glow, Carmen McRae, Warren Covington und Sal Salvador. 1973 legte er das Jazzrock-Album Al Stewart's Museum of Modern Brass (RCA) vor.